# Formuła E Sezon 2018/2019
Sezon 2018/2019 Formuły E – piąty sezon Formuły E. Sezon rozpoczął się 15 grudnia 2018 w mieście Ad-Dirijja, a zakończył się 14 lipca 2019 w Nowym Jorku. Tytuł mistrza świata kierowców obronił Jean-Éric Vergne z zespołu DS Techeetah, zostając tym samym pierwszym kierowcą Formuły E, któremu udało się dwukrotnie zdobyć tytuł mistrzowski. Ponadto Francuz uczynił to drugi raz z rzędu. Mistrzem świata wśród zespołów został po raz pierwszy zespół DS Techeetah. Sezon składał się z trzynastu wyścigów.
Wyścig o ePrix Hongkongu było 50. wyścigiem w historii Mistrzostw Formuły E, od momentu powstania serii w 2014. Czterech kierowców startowało w każdym wyścigu tych mistrzostw od samego początku – są to Lucas Di Grassi, Sam Bird, Daniel Abt i Jérôme d’Ambrosio.
W tym sezonie Formuła E miała także serię towarzyszącą – Jaguar I-Pace eTrophy. Seria ta wspierała Formułę E w dziesięciu z trzynastu wyścigów będących w kalendarzu.

## Lista startowa
| Zespół                                   | Konstruktor          | Samochód           | Opony | Nr | Kierowcy wyścigowi     | Rundy     |
| ---------------------------------------- | -------------------- | ------------------ | ----- | -- | ---------------------- | --------- |
| Envision Virgin Racing                   | Spark-Audi           | Audi e-tron FE05   | M     | 2  | Sam Bird               | 1-13      |
| Envision Virgin Racing                   | Spark-Audi           | Audi e-tron FE05   | M     | 4  | Robin Frijns           | 1-13      |
| Panasonic Jaguar Racing                  | Spark-Jaguar         | Jaguar I-Type III  | M     | 3  | Nelson Piquet Jr.      | 1-6       |
| Panasonic Jaguar Racing                  | Spark-Jaguar         | Jaguar I-Type III  | M     | 3  | Alex Lynn              | 7-13      |
| Panasonic Jaguar Racing                  | Spark-Jaguar         | Jaguar I-Type III  | M     | 20 | Mitch Evans            | 1-13      |
| HWA Racelab                              | Spark-Venturi        | Venturi VFE-05     | M     | 5  | Stoffel Vandoorne      | 1-13      |
| HWA Racelab                              | Spark-Venturi        | Venturi VFE-05     | M     | 17 | Gary Paffett           | 1-13      |
| Geox Dragon                              | Spark-Penske         | Penske EV-3        | M     | 6  | Maximilian Günther     | 1-3, 7-13 |
| Geox Dragon                              | Spark-Penske         | Penske EV-3        | M     | 6  | Felipe Nasr            | 4-6       |
| Geox Dragon                              | Spark-Penske         | Penske EV-3        | M     | 7  | José María López       | 1-13      |
| NIO Formula E Team                       | Spark-NIO            | NIO Sport 004      | M     | 8  | Tom Dillmann           | 1-13      |
| NIO Formula E Team                       | Spark-NIO            | NIO Sport 004      | M     | 16 | Oliver Turvey          | 1-13      |
| Audi Sport ABT Schaeffler Formula E Team | Spark-Audi           | Audi e-tron FE05   | M     | 11 | Lucas Di Grassi        | 1-13      |
| Audi Sport ABT Schaeffler Formula E Team | Spark-Audi           | Audi e-tron FE05   | M     | 66 | Daniel Abt             | 1-13      |
| Venturi Formula E Team                   | Spark-Venturi        | Venturi VFE-05     | M     | 19 | Felipe Massa           | 1-13      |
| Venturi Formula E Team                   | Spark-Venturi        | Venturi VFE-05     | M     | 48 | Edoardo Mortara        | 1-13      |
| Nissan e.dams                            | Spark-Nissan         | Nissan IM01        | M     | 22 | Oliver Rowland         | 1-13      |
| Nissan e.dams                            | Spark-Nissan         | Nissan IM01        | M     | 23 | Sébastien Buemi        | 1-13      |
| DS Techeetah                             | Spark-DS Automobiles | DS E-Tense FE 19   | M     | 25 | Jean-Éric Vergne       | 1-13      |
| DS Techeetah                             | Spark-DS Automobiles | DS E-Tense FE 19   | M     | 36 | André Lotterer         | 1-13      |
| BMW i Andretti Autosport                 | Spark-BMW            | BMW iFE-18         | M     | 27 | Alexander Sims         | 1-13      |
| BMW i Andretti Autosport                 | Spark-BMW            | BMW iFE-18         | M     | 28 | António Félix da Costa | 1-13      |
| Mahindra Racing                          | Spark-Mahindra       | Mahindra M5Electro | M     | 64 | Jérôme d’Ambrosio      | 1-13      |
| Mahindra Racing                          | Spark-Mahindra       | Mahindra M5Electro | M     | 94 | Felix Rosenqvist       | 1         |
| Mahindra Racing                          | Spark-Mahindra       | Mahindra M5Electro | M     | 94 | Pascal Wehrlein        | 2-13      |

### Zmiany wśród zespołów
- BMW wszedł do Formuły E jako producent, współpracując z zespołem Andretti Autosport[25].
- Przedsiębiorstwo HWA AG dołączyło do serii i nawiązało współpracę techniczną z Venturi. W ramach umowy, HWA otrzyma napęd monakijskiego producenta na sezon 2018/2019. Ponadto przedsiębiorstwo ma być prekursorem wejścia Mercedesa do tej serii w sezonie 2019/2020[30].
- Nissan wejdzie do mistrzostw jako producent, zastępując Renault we współpracy z zespołem DAMS. Renault motywowało tę decyzję chęcią skupienia się na programie Formuły 1[19].
- Ekipa Techeetah została oficjalnym zespołem DS Automobiles, zastępując na tym miejscu zespół Virgin Racing[22]. Brytyjska stajnia zacznie używać napędu Audi[3][22].

### Zmiany wśród kierowców

#### Przed sezonem
- Felipe Massa został nowym kierowcą Venturi, zastępując Maro Engela[17].
- Nicolas Prost z końcem sezonu 2017/2018 opuścił e.dams[31]. Jego zastępcą miał zostać Alexander Albon, ale pod koniec listopada rozwiązał kontrakt z Nissanem i podpisał umowę na starty w Formule 1, w zespole Scuderia Toro Rosso[32]. Oficjalnie partnerem Sébastiena Buemiego w Nissanie został Oliver Rowland[20].
- Alexander Sims został nowym partnerem zespołowym António Félixa da Costy w zespole BMW i Andretti Autosport[26].
- Felix Rosenqvist i Nick Heidfeld z końcem sezonu 2017/2018 opuścili ekipę Mahindra Racing[33]. Nowymi kierowcami zostali Jérôme d’Ambrosio, dotychczas kierowca Dragon Racing i Pascal Wehrlein[28]. Jednak ze względu na przyjście Niemca do zespołu, które nastąpiło w styczniu 2019, zespół postanowił, że w pierwszym wyścigu sezonu partnerem d’Ambrosio będzie Felix Rosenqvist[29].
- Robin Frijns powróci do Formuły E z zespołem Envision Virgin Racing, zastępując Alexa Lynna[5].
- Stoffel Vandoorne, dotychczasowy kierowca zespołu McLaren w Formule 1 i dwukrotny mistrz serii DTM, Gary Paffett utworzyli skład debiutującej ekipy HWA Racelab[8].
- Maximilian Günther zajął miejsce Jérôme’a d’Ambrosio w zespole GEOX Dragon, awansując z roli kierowcy rezerwowego[11].

#### W trakcie sezonu
- Po trzech wyścigach, Felipe Nasr zastąpił Maximiliana Günthera[12]. Ze względu na kolizję terminów, Günther powrócił do kokpitu zespołu od ePrix Rzymu[34].
- Po sześciu wyścigach, Nelson Piquet Jr. opuścił Jaguara[35]. Jego miejsce zajmie Alex Lynn[7].

## Kalendarz
| Runda | Kraj              | Miasto      | Tor                                               | Schemat       | Data             |
| ----- | ----------------- | ----------- | ------------------------------------------------- | ------------- | ---------------- |
| 1     | Arabia Saudyjska  | Ad-Dirijja  | Riyadh Street Circuit                             |               | 15 grudnia 2018  |
| 2     | Maroko            | Marrakesz   | Circuit International Automobile Moulay El Hassan |               | 12 stycznia 2019 |
| 3     | Chile             | Santiago    | Parque O’Higgins Circuit                          |               | 26 stycznia 2019 |
| 4     | Meksyk            | Meksyk      | Autódromo Hermanos Rodríguez                      |               | 16 lutego 2019   |
| 5     | Hongkong          | Hongkong    | Hong Kong Central Harbourfront Circuit            |               | 10 marca 2019    |
| 6     | Chiny             | Sanya       | Haitang Bay Circuit                               |               | 23 marca 2019    |
| 7     | Włochy            | Rzym        | Circuto Cittadino dell’EUR                        |               | 13 kwietnia 2019 |
| 8     | Francja           | Paryż       | Circuit des Invalides                             |               | 27 kwietnia 2019 |
| 9     | Monako            | Monte Carlo | Circuit de Monaco                                 |               | 11 maja 2019     |
| 10    | Niemcy            | Berlin      | Port lotniczy Berlin-Tempelhof                    |               | 25 maja 2019     |
| 11    | Szwajcaria        | Berno       | Bern Street Circuit                               |               | 22 czerwca 2019  |
| 12    | Stany Zjednoczone | Nowy Jork   | Brooklyn Street Circuit                           |               | 13 lipca 2019    |
| 13    | Stany Zjednoczone | Nowy Jork   | Brooklyn Street Circuit                           | 14 lipca 2019 |                  |

### Zmiany w kalendarzu
- W kalendarzu znalazły się trzy nowe wyścigi: w Ad-Dirijja, Sanyi i Bernie. Wyścig w Arabii Saudyjskiej będzie wyścigiem inaugurującym sezon[38][39]. Runda w Sanyi jest powrotem Chin do kalendarza Formuły E[40]. Wyścig w stolicy Szwajcarii zastąpi dotychczas rundę rozgrywaną w Zurychu[41].
- Do kalendarza powrócił wyścig w Monako, który jest organizowany naprzemiennie z historycznym Grand Prix Monako.
- Wyścig o ePrix Santiago odbędzie się na nowym torze, zlokalizowanym przy Parku O’Higginsa. Stało się tak wskutek protestu mieszkańców Barrio Lastarria[37]
- W kalendarzu miał się znajdować wyścig w São Paulo. Poprzednia próba, w sezonie 2017/2018 nie doszła do skutku ze względu na prywatyzację Anhembi Park. Władze miasta postanowiły przenieść wyścig na sezon 2018/2019[42]. Runda ta nie została uwzględniona w prowizorycznym kalendarzu.
- Z kalendarza usunięto wyścigi w Zurychu i Punta del Este.

### voestalpine European Races
Od tego sezonu, w ramach mistrzostw wprowadzono miniserię voestalpine European Races, na który składają się wyścigi rozgrywane w Europie. Kierowca, który zdobędzie najwięcej miejsc na podium we wszystkich pięciu wyścigach otrzyma trofeum wyprodukowane przez firmę voestalpine.

## Zmiany

### Przepisy techniczne

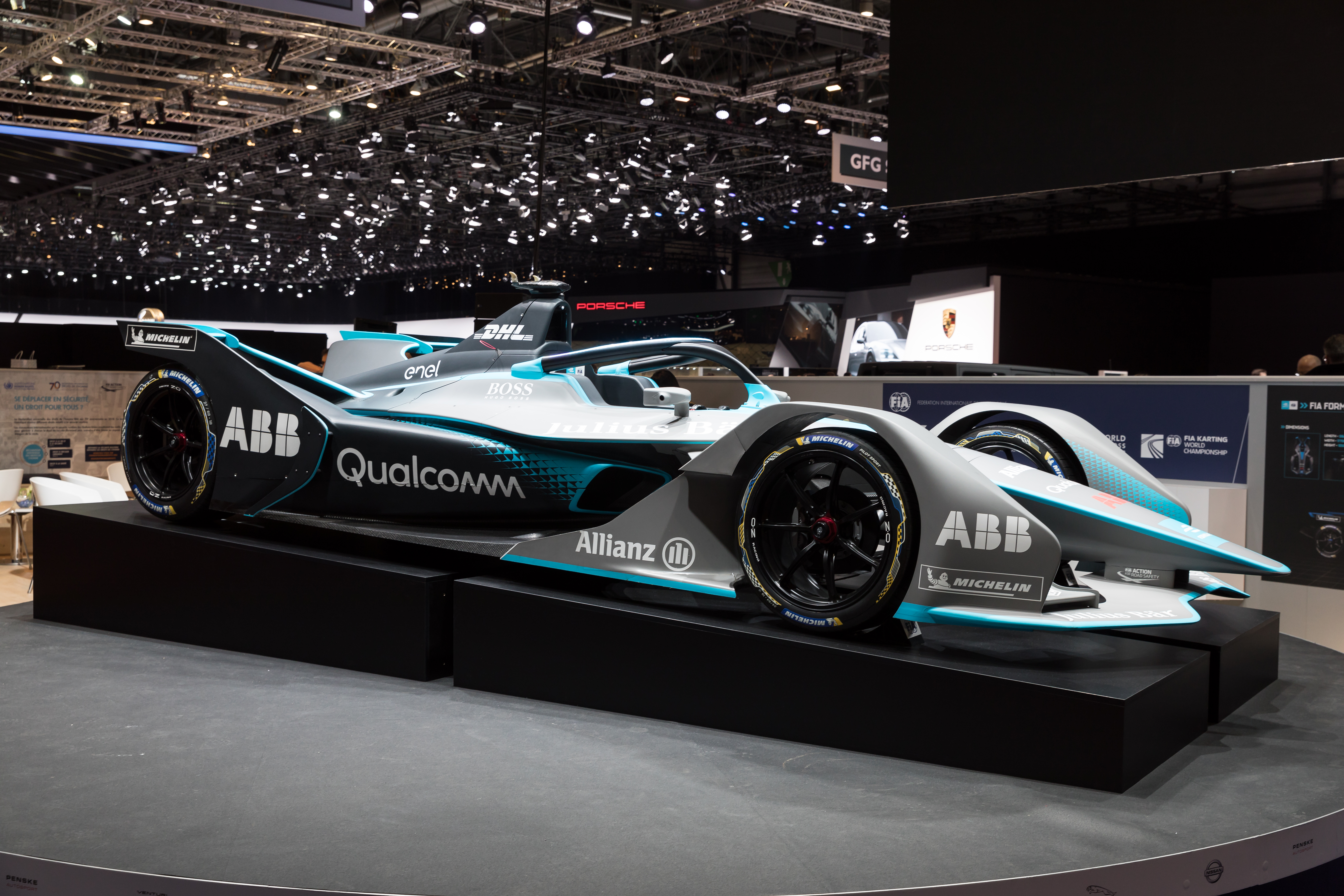
Spark SRT_05e

- Dotychczasowy samochód używany w Formule E, Spark-Renault SRT_01E został zastąpiony modelem SRT05e[44]. Nowe podwozie opracowane przez Spark Racing Technology zawiera dwa skrzydełka zamiast standardowego tylnego skrzydła, ogromny dyfuzor, przednie nakola i osłonę "halo", używaną w innych samochodach jednomiejscowych[44].
- W samochodzie znajduje się nowa standardowa bateria, wyprodukowana przez McLaren Applied Technologies i Lucid[45][46]. Dzięki temu kierowca będzie mógł przejechać cały dystans wyścigu bez zmiany samochodu[46]. Pojemność baterii wzrosła z 28 do 54 kWh[47].
- Maksymalna moc wyjściowa samochodów wzrośnie do 250 kW w kwalifikacjach i do 200 kW w wyścigu[47][48].
- Seria wprowadziła doładowanie, zwane trybem ataku bądź Mario Kart Mode[49]. W niej kierowcy otrzymują dodatkowe 25kW mocy, jadąc przez wyznaczoną specjalną strefę, znajdującą się poza wyścigową linią jazdy[49]. Ich dostępna liczba oraz długość są ustalane indywidualnie dla każdego wyścigu[49].

### Przepisy sportowe
- Od tego sezonu wyścigi liczą 45 minut + jedno okrążenie, zamiast dotychczasowej określonej liczby okrążeń[49].

## Wyniki
| Runda | Miasto         | Pole position          | Najszybsze okrążenie   | Zwycięzca (kierowcy)   | Zwycięzca (zespoły)                      | Wyniki |
| ----- | -------------- | ---------------------- | ---------------------- | ---------------------- | ---------------------------------------- | ------ |
| 1     | Ad-Dirijja     | António Félix da Costa | André Lotterer         | António Félix da Costa | BMW i Andretti Autosport                 | Wyniki |
| 2     | Marrakesz      | Sam Bird               | Lucas Di Grassi        | Jérôme d’Ambrosio      | Mahindra Racing                          | Wyniki |
| 3     | Santiago       | Sébastien Buemi        | Daniel Abt             | Sam Bird               | Envision Virgin Racing                   | Wyniki |
| 4     | Meksyk         | Pascal Wehrlein        | Pascal Wehrlein        | Lucas Di Grassi        | Audi Sport ABT Schaeffler Formula E Team | Wyniki |
| 5     | Hong Kong      | Stoffel Vandoorne      | André Lotterer         | Edoardo Mortara        | Venturi Formula E Team                   | Wyniki |
| 6     | Sanya          | Oliver Rowland         | Jean-Éric Vergne       | Jean-Éric Vergne       | DS Techeetah                             | Wyniki |
| 7     | Rzym           | André Lotterer         | Jean-Éric Vergne       | Mitch Evans            | Panasonic Jaguar Racing                  | Wyniki |
| 8     | Paryż          | Oliver Rowland         | Tom Dillmann           | Robin Frijns           | Envision Virgin Racing                   | Wyniki |
| 9     | Monako         | Oliver Rowland         | Pascal Wehrlein        | Jean-Éric Vergne       | DS Techeetah                             | Wyniki |
| 10    | Berlin         | Sébastien Buemi        | Lucas Di Grassi        | Lucas Di Grassi        | Audi Sport ABT Schaeffler Formula E Team | Wyniki |
| 11    | Berno          | Jean-Éric Vergne       | António Félix da Costa | Jean-Éric Vergne       | DS Techeetah                             | Wyniki |
| 12    | Nowy Jork      | Sébastien Buemi        | Jean-Éric Vergne       | Sébastien Buemi        | Nissan e.dams                            | Wyniki |
| 13    | Alexander Sims | Daniel Abt             | Robin Frijns           | Envision Virgin Racing |                                          |        |

## Klasyfikacje
Punkty zostały przyznane dziesięciu najszybszym kierowcom w każdym wyścigu, zdobywcy pole position i kierowcy, który wykonał najszybsze okrążenie, według klucza: 
| Pozycja | 1  | 2  | 3  | 4  | 5  | 6 | 7 | 8 | 9 | 10 | PP | NO |
| Punkty  | 25 | 18 | 15 | 12 | 10 | 8 | 6 | 4 | 2 | 1  | 3  | 1  |

| Legenda oznaczeń w tabelach wyników Wyświetl szablon na nowej stronie | Legenda oznaczeń w tabelach wyników Wyświetl szablon na nowej stronie                                                                     |
| Oznaczenie                                                            | Wyjaśnienie |
| --------------------------------------------------------------------- | --- |
| Złoty                                                                 | Zwycięzca lub mistrzostwo |
| Srebrny                                                               | 2. miejsce lub wicemistrzostwo |
| Brązowy                                                               | 3. miejsce lub II wicemistrzostwo |
| Zielony                                                               | Ukończył, punktował (w klasyfikacji generalnej, gdy zdobył co najmniej jeden punkt na przestrzeni sezonu, poza trzema powyższymi opcjami) |
| Niebieski                                                             | Ukończył, nie punktował (w klasyfikacji generalnej, gdy nie zdobył co najmniej jednego punktu na przestrzeni sezonu)                      |
| Czerwony                                                              | Nie zakwalifikował się (NZ) |
| Czerwony                                                              | Nie prekwalifikował się (NPK) |
| Różowy                                                                | Nie ukończył (NU) |
| Różowy                                                                | Niesklasyfikowany (NS) (w klasyfikacji generalnej, gdy nie został sklasyfikowany w żadnym wyścigu sezonu)                                 |
| Czarny                                                                | Zdyskwalifikowany (DK) |
| Czarny                                                                | Wykluczony (WYK/EX) |
| Biały                                                                 | Nie wystartował (NW) |
| Biały                                                                 | Kontuzjowany (K/INJ) |
| Biały                                                                 | Wyścig odwołany (OD/C) |
| Bez koloru                                                            | Został wycofany (WYC/WD) |
| Bez koloru                                                            | Nie przybył (NP/DNA) |
| Bez koloru                                                            | Nie brał udziału w treningach (NT/DNP) |
| Bez koloru                                                            | Nie został zgłoszony (–) |
| Pogrubienie                                                           | Start z pole position |
| Kursywa                                                               | Najszybsze okrążenie wyścigu |
| †                                                                     | Nie ukończył, ale jego rezultat został zaliczony ze względu na przejechanie więcej niż 90% dystansu wyścigu.                              |
| *                                                                     | Sezon w trakcie |
| 1/2/3                                                                 | Punktowana pozycja w sprincie kwalifikacyjnym                                                                                             |
| Lista systemów punktacji Formuły 1                                    | |

### Kierowcy
| Poz. | Kierowca               | Arabia Saudyjska | Maroko | Chile | Meksyk | Hongkong |      | Włochy | Francja | Monako | Niemcy | Szwajcaria | Stany Zjednoczone | Stany Zjednoczone | Punkty |
| ---- | ---------------------- | ---------------- | ------ | ----- | ------ | -------- | ---- | ------ | ------- | ------ | ------ | ---------- | ----------------- | ----------------- | ------ |
| 1    | Jean-Éric Vergne       | 2                | 5      | NU    | 13     | 13       | 1    | 14     | 6       | 1      | 3      | 1          | 15                | 7                 | 136    |
| 2    | Sébastien Buemi        | 6                | 8*     | NU*   | 21†*   | NU*      | 8*   | 5*     | 15*     | 5*     | 2*     | 3*         | 1*                | 3*                | 119    |
| 3    | Lucas Di Grassi        | 9*               | 7      | 12    | 1*     | 2        | 15†* | 7*     | 4       | NU     | 1      | 9*         | 5*                | 18*               | 108    |
| 4    | Robin Frijns           | 12               | 2      | 5     | 11     | 3        | 14†  | 4      | 1       | 17†    | 13     | NU         | NU                | 1                 | 106    |
| 5    | Mitch Evans            | 4                | 9      | 6     | 7      | 7        | 9    | 1      | 16      | 6      | 12     | 2          | 2                 | 17                | 105    |
| 6    | António Félix da Costa | 1*               | NU*    | NU*   | 2*     | 10*      | 3*   | 9*     | 7*      | DK*    | 4*     | 12*        | 3*                | 9*                | 99     |
| 7    | Daniel Abt             | 8*               | 10     | 3*    | 10*    | 4*       | 5*   | 18†*   | 3*      | 15*    | 6*     | 6*         | 6*                | 5*                | 95     |
| 8    | André Lotterer         | 5                | 6      | 13    | 5      | 14       | 4    | 2      | 2       | 7      | NU     | 14         | 17                | NU                | 86     |
| 9    | Sam Bird               | 11               | 3      | 1     | 9      | 6        | NU   | 11     | 11      | 16†    | 9      | 4          | 8                 | 4                 | 85     |
| 10   | Oliver Rowland         | 7                | 15     | NU    | 20†    | NU       | 2    | 6      | 12      | 2      | 8      | NU         | 14                | 6                 | 71     |
| 11   | Jérôme d’Ambrosio      | 3                | 1      | 10*   | 4      | NU       | 6    | 8      | 17†     | 11     | 17     | 13         | 9                 | 11                | 67     |
| 12   | Pascal Wehrlein        |                  | NU*    | 2     | 6      | NU*      | 7    | 10     | 10      | 4      | 10     | NU         | 7                 | 13                | 58     |
| 13   | Alexander Sims         | 18               | 4      | 7     | 14     | NU       | NU   | 17     | NU      | 13     | 7      | 11         | 4                 | 2                 | 57     |
| 14   | Edoardo Mortara        | 19               | 13     | 4     | 3      | 1        | 13   | NU     | NU      | NU     | 11     | NU         | NU                | NU                | 52     |
| 15   | Felipe Massa           | 17*              | 18*    | NU    | 8      | 5        | 10   | NU     | 9*      | 3      | 15*    | 8          | 16†               | 16                | 36     |
| 16   | Stoffel Vandoorne      | 16*              | NU*    | NU*   | 18*    | NU*      | NU*  | 3*     | NU*     | 9*     | 5*     | 10*        | 13*               | 8*                | 35     |
| 17   | Maximilian Günther     | 15               | 12     | NU    |        |          |      | 19†    | 5       | NU     | 14     | 5          | NU                | 19                | 20     |
| 18   | Alex Lynn              |                  |        |       |        |          |      | 12     | NU      | 8      | NU     | 7          | NU                | NU                | 10     |
| 19   | Gary Paffett           | NU               | NU     | 14    | 16     | 8        | NU   | NU     | 8       | 12     | 16     | 17         | 11                | 10                | 9      |
| 20   | Oliver Turvey          | 13               | 16     | 8     | 12     | 9        | 11   | 13     | 14      | NU     | 18     | 16         | 10                | 14                | 7      |
| 21   | José María López       | NU               | 11     | 9     | 17     | 11       | NU   | 16     | 13      | 10*    | 20     | DK         | 12                | NU                | 3      |
| 22   | Nelson Piquet Jr.      | 10               | 14     | 11    | NU     | NU       | NU   |        |         |        |        |            |                   |                   | 1      |
| 23   | Tom Dillmann           | 14               | 17     | NU    | 15     | 12       | 12   | 15     | NU      | 14     | 19     | 15         | NU                |                   | 0      |
| 24   | Felipe Nasr            |                  |        |       | 19     | NU       | NU   |        |         |        |        |            |                   |                   | 0      |
| 25   | Felix Rosenqvist       | NU               |        |       |        |          |      |        |         |        |        |            |                   |                   | 0      |
| Poz. | Kierowca               | Arabia Saudyjska | Maroko | Chile | Meksyk | Hongkong |      | Włochy | Francja | Monako | Niemcy | Szwajcaria | Stany Zjednoczone | Stany Zjednoczone | Punkty |

| Klasyfikacja voestalpine European Races                                            | Klasyfikacja voestalpine European Races | Klasyfikacja voestalpine European Races | Klasyfikacja voestalpine European Races | Klasyfikacja voestalpine European Races | Klasyfikacja voestalpine European Races | Klasyfikacja voestalpine European Races | Klasyfikacja voestalpine European Races | Klasyfikacja voestalpine European Races | Klasyfikacja voestalpine European Races | Klasyfikacja voestalpine European Races |
| Poz.                                                                               | Kierowca                                | Włochy                                  | Francja                                 | Monako                                  | Niemcy                                  | Szwajcaria                              | Podium                                  | Podium                                  | Podium                                  | Razem                                   |
| ---------------------------------------------------------------------------------- | --------------------------------------- | --------------------------------------- | --------------------------------------- | --------------------------------------- | --------------------------------------- | --------------------------------------- | --------------------------------------- | --------------------------------------- | --------------------------------------- | --------------------------------------- |
| 1                                                                                  | Jean-Éric Vergne                        | 14                                      | 6                                       | 1                                       | 3                                       | 1                                       | 2                                       | 0                                       | 1                                       | 3                                       |
| 2                                                                                  | Mitch Evans                             | 1                                       | 16                                      | 6                                       | 12                                      | 2                                       | 1                                       | 1                                       | 0                                       | 2                                       |
| 3                                                                                  | André Lotterer                          | 2                                       | 2                                       | 7                                       | NU                                      | 14                                      | 0                                       | 2                                       | 0                                       | 2                                       |
| 4                                                                                  | Sébastien Buemi                         | 5                                       | 15                                      | 5                                       | 2                                       | 3                                       | 0                                       | 1                                       | 1                                       | 2                                       |
| 5                                                                                  | Robin Frijns                            | 4                                       | 1                                       | 17†                                     | 13                                      | NU                                      | 1                                       | 0                                       | 0                                       | 1                                       |
| 5                                                                                  | Lucas Di Grassi                         | 7                                       | 4                                       | NU                                      | 1                                       | 9                                       | 1                                       | 0                                       | 0                                       | 1                                       |
| 6                                                                                  | Oliver Rowland                          | 6                                       | 12                                      | 2                                       | 8                                       | NU                                      | 0                                       | 1                                       | 0                                       | 1                                       |
| 7                                                                                  | Stoffel Vandoorne                       | 3                                       | NU                                      | 9                                       | 5                                       | 10                                      | 0                                       | 0                                       | 1                                       | 1                                       |
| 7                                                                                  | Daniel Abt                              | 18†                                     | 3                                       | 15                                      | 6                                       | 6                                       | 0                                       | 0                                       | 1                                       | 1                                       |
| 7                                                                                  | Felipe Massa                            | NU                                      | 9                                       | 3                                       | 15                                      | 8                                       | 0                                       | 0                                       | 1                                       | 1                                       |
| Kierowcy, którzy nie zdobyli miejsc na podium zostali pominięci w tej klasyfikacji |                                         |                                         |                                         |                                         |                                         |                                         |                                         |                                         |                                         |                                         |

Uwagi:

Pogrubienie – PP
Kursywa – Najszybsze okrążenie
* – FanBoost
† – Kierowca, który nie ukończył wyścigu, ale przejechał 90% dystansu wyścigu

### Zespoły
| Poz. | Zespół                                   | #  | Arabia Saudyjska | Maroko | Chile | Meksyk | Hongkong |     | Włochy | Francja | Monako | Niemcy | Szwajcaria | Stany Zjednoczone | Stany Zjednoczone | Punkty |
| ---- | ---------------------------------------- | -- | ---------------- | ------ | ----- | ------ | -------- | --- | ------ | ------- | ------ | ------ | ---------- | ----------------- | ----------------- | ------ |
| 1    | DS Techeetah                             | 25 | 2                | 5      | NU    | 13     | 13       | 1   | 14     | 6       | 1      | 3      | 1          | 15                | 7                 | 222    |
| 1    | DS Techeetah                             | 36 | 5                | 6      | 13    | 5      | 14       | 4   | 2      | 2       | 7      | NU     | 14         | 17                | NU                | 222    |
| 2    | Audi Sport ABT Schaeffler Formula E Team | 11 | 9                | 7      | 12    | 1      | 2        | 15† | 7      | 4       | NU     | 1      | 9          | 5                 | 18                | 203    |
| 2    | Audi Sport ABT Schaeffler Formula E Team | 66 | 8                | 10     | 3     | 10     | 4        | 5   | 18†    | 3       | 15     | 6      | 6          | 6                 | 5                 | 203    |
| 3    | Envision Virgin Racing                   | 2  | 11               | 3      | 1     | 9      | 6        | NU  | 11     | 11      | 16†    | 9      | 4          | 8                 | 4                 | 191    |
| 3    | Envision Virgin Racing                   | 4  | 12               | 2      | 5     | 11     | 3        | 14† | 4      | 1       | 17†    | 13     | NU         | NU                | 1                 | 191    |
| 4    | Nissan e.dams                            | 22 | 7                | 15     | NU    | 20†    | NU       | 2   | 6      | 12      | 2      | 8      | NU         | 14                | 6                 | 190    |
| 4    | Nissan e.dams                            | 23 | 6                | 8      | NU    | 21†    | NU       | 8   | 5      | 15      | 5      | 2      | 3          | 1                 | 3                 | 190    |
| 5    | BMW i Andretti Motorsport                | 27 | 18               | 4      | 7     | 14     | NU       | NU  | 17     | NU      | 13     | 7      | 11         | 4                 | 2                 | 156    |
| 5    | BMW i Andretti Motorsport                | 28 | 1                | NU     | NU    | 2      | 10       | 3   | 9      | 7       | DK     | 4      | 12         | 3                 | 9                 | 156    |
| 6    | Mahindra Racing                          | 64 | 3                | 1      | 10    | 4      | NU       | 6   | 8      | 17†     | 11     | 17     | 13         | 9                 | 11                | 125    |
| 6    | Mahindra Racing                          | 94 | NU               | NU     | 2     | 6      | NU       | 7   | 10     | 10      | 4      | 10     | NU         | 7                 | 13                | 125    |
| 7    | Panasonic Jaguar Racing                  | 3  | 10               | 14     | 11    | NU     | NU       | NU  | 12     | NU      | 8      | NU     | 7          | NU                | NU                | 116    |
| 7    | Panasonic Jaguar Racing                  | 20 | 4                | 9      | 6     | 7      | 7        | 9   | 1      | 16      | 6      | 12     | 2          | 2                 | 17                | 116    |
| 8    | Venturi Formula E Team                   | 19 | 17               | 18     | NU    | 8      | 5        | 10  | NU     | 9       | 3      | 15     | 8          | 16†               | 16                | 88     |
| 8    | Venturi Formula E Team                   | 48 | 19               | 13     | 4     | 3      | 1        | 13  | NU     | NU      | NU     | 11     | NU         | NU                | NU                | 88     |
| 9    | HWA Racelab                              | 5  | 16               | NU     | NU    | 18     | NU       | NU  | 3      | NU      | 9      | 5      | 10         | 13                | 8                 | 44     |
| 9    | HWA Racelab                              | 17 | NU               | NU     | 14    | 16     | 8        | NU  | NU     | 8       | 12     | 16     | 17         | 11                | 10                | 44     |
| 10   | Geox Dragon                              | 6  | 15               | 12     | NU    | 19     | NU       | NU  | 19†    | 5       | NU     | 14     | 5          | NU                | 19                | 23     |
| 10   | Geox Dragon                              | 7  | NU               | 11     | 9     | 17     | 11       | NU  | 16     | 13      | 10     | 20     | DK         | 12                | NU                | 23     |
| 11   | NIO Formula E Team                       | 8  | 14               | 17     | NU    | 15     | 12       | 12  | 15     | NU      | 14     | 19     | 15         | NU                | 15                | 7      |
| 11   | NIO Formula E Team                       | 16 | 13               | 16     | 8     | 12     | 9        | 11  | 13     | 14      | NU     | 18     | 16         | 10                | 14                | 7      |
| Poz. | Zespół                                   | #  | Arabia Saudyjska | Maroko | Chile | Meksyk | Hongkong |     | Włochy | Francja | Monako | Niemcy | Szwajcaria | Stany Zjednoczone | Stany Zjednoczone | Punkty |